# Komatsushima
Komatsushima (小松島市, Komatsushima-shi) és una ciutat de la prefectura de Tokushima, en el Japó. El març de 2016, tenia una població estimada de 39.487 habitants i una densitat de població de 871 habitants per km². Té una àrea total de 45.30 km².

## Geografia
Komatsushima està situada a la costa est de la prefectura de Tokushima. Fa frontera amb la ciutat d'Anan pel sud i amb Tokushima, la capital de la prefectura, pel nord i l'oest. Per l'est, la ciutat està encarada al canal de Kii de l'oceà Pacífic.

## Història
L'àrea de l'actual Komatsushima ha estat poblada des de, com a mínim, el període Heian; al voltant de l'any 800 dC. Komatsushima fou fundada l'1 de juny de 1951.